# Реформаторские движения в индуизме
Реформаторские движения в индуизме (англ. Hindu reform movements) — ряд индуистских и неоиндуистских групп и течений, стремящихся возродить и реформировать индуизм.

## Общие черты
Хотя индуистские реформаторские движения значительно отличаются друг от друга по своим целям и философии, большинство из них делают упор на духовность, логику и научные аспекты ведийских традиций. Их отличает эгалитарный подход, отсутствие дискриминации, основанной на кастовой, половой или расовой принадлежности. Таким образом, большинство современных индуистских реформаторских движений проповедуют возвращение к древней, эгалитарной форме индуизма. Такие аспекты современного индуизма, как дискриминация и кастовая система, они считают последствием колониализма и разлагающего чужеземного влияния. В реформаторских течениях женщин и представителей низших каст посвящают в брахманы и дают им возможность совершать ведийские ритуалы. Для реформаторских движений (за исключением Международного общества сознания Кришны) характерна пропаганда близкой к смартизму идеологии.

## История
В истории индуизма, одним из наиболее выдающихся течений, выступавших против кастовой системы и за духовное образование представителей низших каст было движение лингаятов. Это шиваитское движение бхакти было основано Басавой в XII веке при духовной академии Анубхава Мантапа в городе Кальяни, что в современном индийском штате Карнатака. Лингаяты отвергли Веды, аргументируя это тем, что ведийские тексты были чрезмерно сложными для понимания. Взамен они составили свои священные тексты — Вачаны.
Вдохновителями современных реформаторских движений в индуизме были такие деятели, как Вивекананда, Рабиндранат Тагор, Рамана Махарши, Ауробиндо (интегральная йога), Бхактиведанта Свами Прабхупада (основатель Международного общества сознания Кришны), Шивананда, Парамаханса Йогананда и Шри Шри Анандамурти (основатель движения Ананда Марга). Позже, активная деятельность таких учителей, как Махариши Махеш Йоги, Сатья Саи Баба, Муктананда, Чинмаянанда, Шри Шри Рави Шанкар и Мата Амританандамайи вдохновила миллионы людей на духовную практику. Наиболее влиятельные индуистские авторы, это Ананда Кумарасвами, Рам Сваруп, Ситарам Гоэль, Субхаш Как и Дэвид Фроули.
Наиболее активное социальное служение проводили Махатма Ганди, Виноба Бхаве, Баба Амте и Шри Шри Анандамурти. Сундерлал Бахугуна создал движение «Чипко», которое пропагандирует индуистские экологические идеи и выступает против вырубки лесов. В 1925 году Кешав Баларам Хегдевар основал «Раштрия сваямсевак сангх» (РСС). Целью организации было сплочение индусов, оказание им помощи в преодолении кастовой дискриминации и совместная работа по созданию «Хинду раштры». Позже членами РСС было сформировано семейство индуистских националистических организаций «Сангх паривар». Идеология «Сангх паривара» тесно связана с политическим индуизмом хиндутвы.
В настоящее время индуистские общины существуют практически во всех уголках мира. В Индонезии ряд движений выступает за возрождение индуизма в таких регионах страны, как Ява, Суматра, Калимантан и Сулавеси. В последние годы пользуется всё большей популярностью особая форма индуизма агама-хинду-дхарма, практикуемая на острове Бали. Наибольшей активностью отличаются индуисты в странах бывшего СССР и в Восточной Европе, где проводит активную проповедническую работу Международное общество сознания Кришны.

## На Западе
После контр-культурной революции 1960-х годов, всё большее число западных людей обратилось в индуизм и начало заниматься индуистскими духовными практиками. Произошло это преимущественно благодаря проповеди кришнаитов, и распространению универсалистского учения Рамакришны и йоги Б. К. С. Айенгара. Одновременно на Западе появились крупные индийские общины, для удовлетворения духовных нужд которых были построены индуистские храмы. Многие западные люди, принявшие индуизм, познакомились с традицией именно в результате посещения храмов. Огромная популярность йоги также была одной из основных причин пробуждения интереса западных людей к философии и практикам индуизма.
Рождённые на Западе и обратившиеся в индуизм авторы написали большое количество книг, рассчитанных на незнакомого или малознакомого с индуизмом западного читателя, для которого незнание санскрита является заметным препятствием для изучения текстов индуизма. Большой популярностью пользуются публикации «Гималайской академии» шиваитского гуру Шивая Субрамуниясвами. В частности, он написал книгу, объясняющую процесс перехода в индуизм. Заметную роль в популяризации индуизма на Западе сыграли книги Бхактиведанты Свами Прабхупады.
Вместе с движениями, представляющими традиционные индуистские течения, на Западе получили широкое распространение множество духовных течений, в той или иной мере основанных на верованиях и практиках индуизма. К ним принадлежит ряд неоязыческих традиций. Примером может служить новое религиозное движение «шаранья», в котором учат традиционной шактийской тантре в западном контексте, испытавшем влияние традиции викка.